# HF-modulator
Een HF-modulator (wat staat voor hoogfrequentmodulator) is een klein toestel, dat een basisbandsignaal omzet in een hoogfrequent signaal, door het op een draaggolf te moduleren.
In het algemeen vindt men veel van deze apparaatjes in een homecomputer of spelcomputer, die hun grafische uitvoer op een televisieontvanger weergeven. De HF-modulator neemt een composietvideosignaal uit de videocircuits van de machine (of zet eventueel een RGB- of YUV-signaal naar een composiet signaal om) en genereert hiermee een hoogfrequent uitzendsignaal, dat men op de antenne-aansluiting van het televisietoestel kan invoeren.
De meeste modulatoren ingebouwd in consumentenelektronica kunnen uitzenden in de decimetergolf (UHF) tussen kanaal 30 en 40. Modulatoren die los gekocht worden, hebben meestal meer mogelijkheden en beslaan vaak alle aan televisie toegewezen kanalen in zowel de ultrakorte golf (VHF) als de decimetergolf. Vrije keuze van frequentie is meestal niet beschikbaar, om te voorkomen dat men de modulatoren gebruikt om uit te zenden op frequenties die niet aan televisie zijn toegewezen en daardoor storing met andere diensten mogelijk wordt.
Dit resulteert wel in relatief slechte beeldkwaliteit; een deel daarvan gaat verloren tijdens de modulatie in het bronapparaat, een deel gaat verloren wanneer het opnieuw gedemoduleerd wordt in de televisie en een deel op de kabel zelf, want hoogfrequente signalen zijn erg ruisgevoelig. Bijna altijd hebben  televisietoestellen tegenwoordig een ingang voor scart-RGB of composiet video, zodat compatibele toestellen zonder het HF-modulatorcircuit kunnen en dit probleem vermijden. De antenne-ingang is echter de enige aansluiting die op alle televisietoestellen beschikbaar is, zelfs ook op heel oude.